# Municipio San Agustín
Das Municipio San Agustín ist ein Verwaltungsbezirk im Departamento Potosí im Hochland des südamerikanischen Anden-Staates Bolivien.

## Lage im Nahraum
Das Municipio San Agustín ist alleiniges Municipio in der Provinz Enrique Baldivieso. Es liegt zwischen 21° 03' und 21° 51' südlicher Breite und zwischen 67° 07' und 67° 48' westlicher Länge. Es ist im Osten, Norden, Westen und Süden fast komplett von der Provinz Nor Lípez umgeben, nur im Südosten grenzt es auf einer Strecke von etwa 20 Kilometer an die Provinz Sur Lípez. Das Municipio erstreckt sich insgesamt über eine Länge von etwa 120 Kilometern von Nordwesten nach Südosten und hat eine mittlere Breite von 35 Kilometern. Hauptstadt des Municipios ist San Agustín mit 639 Einwohnern (Volkszählung 2012).

## Geographie
Das Municipio San Agustín liegt auf dem bolivianischen Altiplano zwischen den Anden-Gebirgsketten der Cordillera Occidental im Westen und der Cordillera de Lípez im Südosten. Das Klima in dieser Region im Südwesten des Landes ist arid, nur von Januar bis März fallen nennenswerte Niederschläge zwischen 10 und 30 mm im Monat (siehe Klimadiagramm Avaroa), in den restlichen neun Monaten fällt nur sporadisch Niederschlag. Die mittlere Jahrestemperatur der Region liegt bei etwa 7 °C, die Monatsdurchschnittstemperaturen schwanken nur unwesentlich zwischen 3 °C im Juli und 10 °C im Januar.

## Bevölkerung
Die Einwohnerzahl des Municipios ist zwischen 1992 und 2024 um etwa zwei Drittel angestiegen:
| Jahr | Einwohner | Quelle       |
| ---- | --------- | ------------ |
| 1992 | 1313      | Volkszählung |
| 2001 | 1640      | Volkszählung |
| 2012 | 1684      | Volkszählung |
| 2024 | 2119      | Volkszählung |

Die Bevölkerungsdichte des Municipios bei der Volkszählung von 2024 betrug 0,92 Einwohner/km², der Anteil der städtischen Bevölkerung ist 0 Prozent. 72 Prozent der Bevölkerung arbeiten in der Landwirtschaft, 28 Prozent im Bereich Dienstleistungen. (2001)
Der Anteil der unter 15-Jährigen an der Bevölkerung beträgt 46,5 Prozent. Die Lebenserwartung der Neugeborenen liegt bei 59 Jahren. (2001)
Der Alphabetisierungsgrad bei den über 19-Jährigen beträgt 85 Prozent, und zwar 97 Prozent bei Männern und 76 Prozent bei Frauen. Wichtigste Sprache mit einem Anteil von 96 Prozent ist Quechua, 86 Prozent der Bevölkerung sprechen Spanisch. (2001) 95 Prozent der Bevölkerung sind katholisch, 2 Prozent evangelisch. (1992)
99,7 Prozent der Bevölkerung haben keinen Zugang zu Elektrizität, 99 Prozent leben ohne sanitäre Einrichtungen. (2001)

## Politik
Ergebnisse der Regionalwahlen (concejales del municipio) vom 4. April 2010:
| Wahl- berechtigte |  | Wahl- beteiligung | gültige Stimmen |  | MAS-IPSP |
| ----------------- |  | ----------------- | --------------- |  | -------- |
| 724               |  | 656               | 503             |  | 503      |
|                   |  | 90,6 %            | 76,7 %          |  | 100,0 %  |

Ergebnis der Regionalwahlen (elecciones de autoridades políticas) vom 7. März 2021:
| Wahl- berechtigte |  | Wahl- beteiligung | gültige Stimmen |  | MAS-IPSP | AS      | PAN-BOL | MTS    | C-A    |
| ----------------- |  | ----------------- | --------------- |  | -------- | ------- | ------- | ------ | ------ |
| 895               |  | 730               | 579             |  | 299      | 200     | 30      | 10     | 10     |
|                   |  | 81,56 %           | 79,32 %         |  | 51,64 %  | 34,54 % | 5,18 %  | 1,73 % | 1,73 % |

## Gliederung
Das Municipio unterteilt sich in die folgenden Kantone (cantones):
- 05-1601-01 Kanton San Agustín – 6 Ortschaften – 1.045 Einwohner
- 05-1601-02 Kanton Alota – 7 Ortschaften – 440 Einwohner
- 05-1601-03 Kanton Cerro Gordo – 1 Ortschaft – 199 Einwohner
- 05-1601-04 Kanton Todos Santos

## Ortschaften im Municipio San Agustín
- Kanton San Agustín
  - San Agustín 639 Einw. – Agua de Castilla 90 Einw.

- Kanton Alota
  - Alota 436 Einw.

- Kanton Cerro Gordo
  - Cerro Gordo 199 Einw.